# Llac de Texcoco

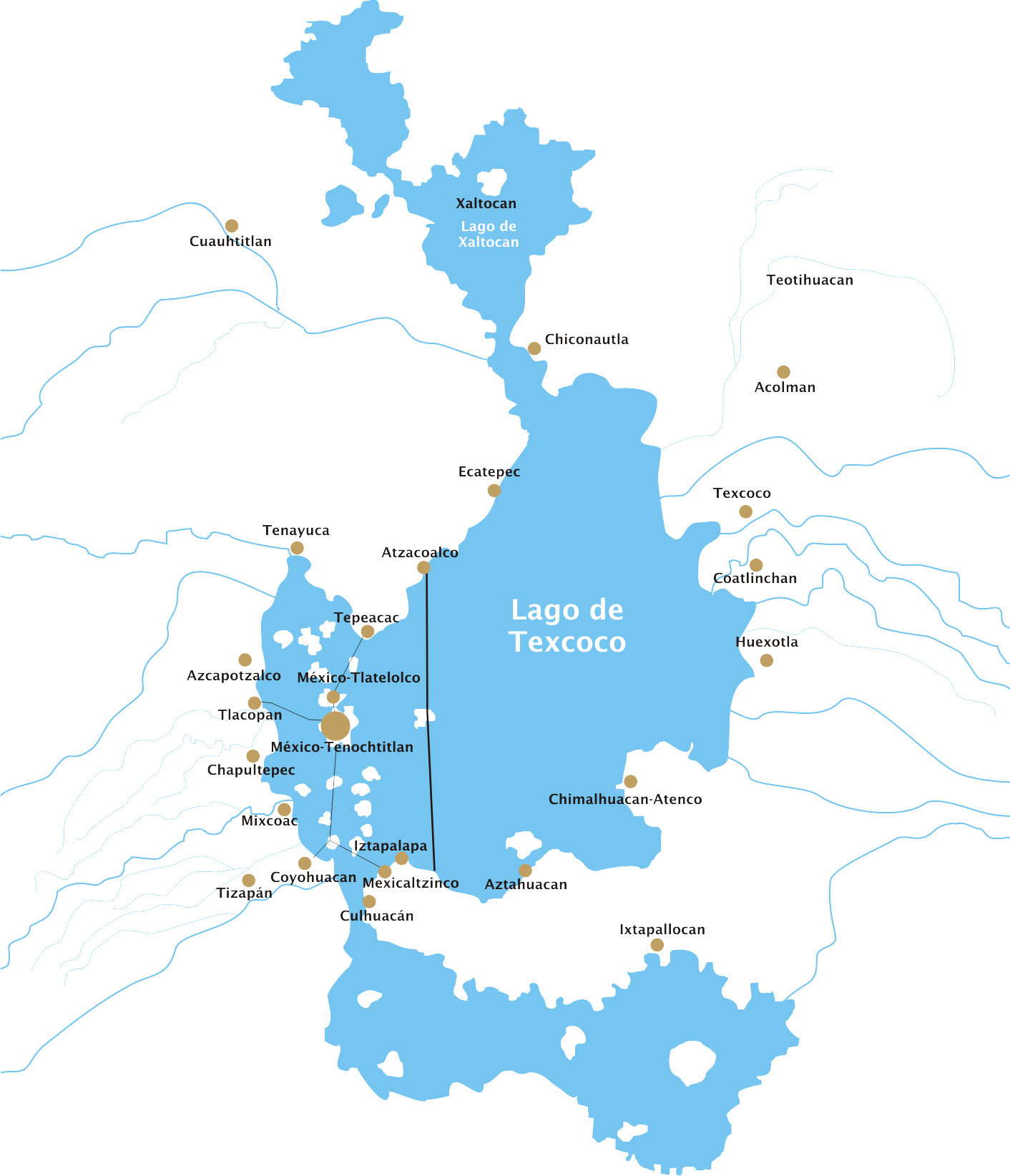
El llac de Texcoco abans de la conquesta de Mèxic.

El llac de Texcoco formava part d'un sistema de llacs, actualment en procés d'extinció, situats al sud-oest de la vall de Mèxic, al centre del país. El procés de dessecació dels llacs va començar des de temps prehispànics. La ciutat de Tenochtitlan es va construir sobre una illa enmig d'aquest llac i es va estendre sobre aquest (de poca profunditat) per mitjà d'un sistema de chinampes, illes artificials utilitzades com a terres de cultiu i per construir poblats. Els asteques van separar les aigües dolces dels llacs del sud de les aigües salades dels llacs del nord amb la construcció de dics que alhora protegien la ciutat d'inundacions. Durant el setge de Tenochtitlan, en la conquesta de Mèxic, els conqueridors van destruir els dics. Els segles següents, els pobladors van preferir dessecar o drenar el llac per evitar les contínues inundacions. Al començament del segle xx, el president Porfirio Díaz va inaugurar un sistema artificial de drenatge que impedeix el creixement dels sistemes d'aigua de la vall i els uneix artificialment a la conca del riu Pánuco.

## Geografia física
La superfície total de la conca hidrològica del llac de Texcoco (que inclou també els llacs del nord i sud de la vall de Mèxic) ocupa més de dos mil quilòmetres quadrats. Correspon a la subconca del llac de Texcoco-Zumpango, de la regió hidrològica del riu Pánuco.
El llac de Texcoco formava part del sistema de llacs que cobria una bona superfície de la vall de Mèxic. En temporada de pluja, el llac s'unia amb els altres quatre, que es localitzaven entre les serralades muntanyoses que envolten la vall. Al nord del llac es localitzaven dues petites llacunes d'aigua salada; han estat anomenades de Xalotcan i Zumpango. Són noms nahues que van imposar-se a l'arribada dels pobles parlants d'aquesta llengua al centre de Mèxic. El límit entre el llac de Texcoco i el llac de Xaltocan el senyalava un canal que passava entre el nord de la serralada de Guadalupe i els turons que marquen la divisió entre el cor de la vall de Mèxic i la vall de Teotihuacan. Cap al sud, el llac de Texcoco s'estenia fins a la península d'Iztapalapa i es comunicava amb el llac de Xochimilco a través d'un pas entre el turó de l'Estrella i la plana al·luvial de Coioacà.